# Novecinquanta
Novecinquanta è il secondo album in studio del produttore discografico italiano Fritz da Cat, pubblicato il 15 marzo 1999 dalla Basiglio Flagellante Prod. e distribuito dalla CD Club.
L'11 dicembre 2015 l'album è stato ristampato in formato vinile dalla Tannen Records per la collana "Vinili Doppia H" in tiratura limitata a 1500 copie, di cui le prime 700 in vinile trasparente.

## Descrizione
Novecinquanta è stato registrato prevalentemente a Varese nello studio di registrazione di Vez e DJ Vigor, entrambi membri degli Otierre. I brani Una minima e Street Opera invece sono stati registrati presso lo studio Fortezza delle Scienze di Bassi Maestro.
Di questo disco, vengono girati i video dei due pezzi Non c'è limite allo show con DJ Lugi e Schiaffetto correttivo insieme a Turi.

## Tracce
Musiche di Alessandro Civitelli.
1. Non c'è limite allo show (ft. DJ Lugi) – 4:04 (testo: Luigi Pecora)
2. Garanti del talento sul 950 (ft. Piotta) – 2:43 (testo: Tommaso Zanello)
3. Cose preziose (ft. Kaos) – 4:43 (testo: Marco Fiorito)
4. L'incognita (ft. Neffa) – 3:40 (testo: Giovanni Pellino)
5. Giorno e notte (ft. Inoki & Joe Cassano) – 4:19 (testo: Fabiano Ballarin, Giovanni Cassano)
6. Schiaffetto correttivo (ft. Turi) – 3:29 (testo: Salvatore Scattarreggia)
7. Microphone Check 1,2 What Is This (ft. Bassi Maestro & CDB) – 5:04 (testo: Davide Bassi, Fabrizio Nano, Maurizio Ridolfo)
8. Dopo noi la quiete (ft. Chico MD) – 3:36 (testo: Andrea Visani)
9. Se non fumassi (ft. Yoshi) – 4:12 (testo: Massimiliano Cellamaro)
10. Una minima (ft. Fabri Fibra & DJ Inesha) – 3:25 (testo: Fabri Fibra, Ignazio Aronica)
11. Me stesso (ft. Lyricalz) – 3:32 (testo: Federico Sarica, Luca Mazzoni)
12. Io sono Procton (ft. Sean & Polare) – 4:54 (testo: Sean Daniel Martin, Daniele Macchi)
13. Street Opera (ft. Lord Bean) – 4:05 (testo: Luca Barcellona)
14. Omega – 1:24